# Katharina Martin-Virolainen
Katharina Martin-Virolainen (* 25. März 1986 in Petrosawodsk, Karelische ASSR, Russische SFSR) ist eine deutsche Autorin und Kulturschaffende mit russlanddeutschen und finnischen Wurzeln.

## Leben
Katharina Martin-Virolainen wurde in einer deutsch-russisch-finnischen Familie geboren. Ihr Vater ist ein Kasachstandeutscher, ihre Mutter die Tochter eines Finnen und einer Russin. Ihre Kindheit verbrachte sie im Dorf Tschalna. Im Jahr 1997 siedelte sie mit ihren Eltern und ihrem jüngeren Bruder nach Deutschland um. Seit 1998 lebt sie im baden-württembergischen Eppingen. Nach dem Studium an der Johannes Gutenberg-Universität Mainz veröffentlichte sie ihre ersten Kurzgeschichten und Gedichte in russisch- und deutschsprachigen Zeitschriften und im Almanach des Literaturkreises der Deutschen aus Russland.
2015 wurde Katharina Martin-Virolainen in den Literaturkreis der Deutschen aus Russland aufgenommen, von 2018 bis 2022 gehörte sie zum Redaktionsteam der Verbandszeitschrift der Landsmannschaft der Deutschen aus Russland „Volk auf dem Weg“. Neben Beiträgen aus dem Bereich Kultur, Geschehen und Geschichte, sowie Interviews mit russlanddeutschen Persönlichkeiten, schrieb sie monatlich eine Kolumne unter dem Titel „Kathis Senf“. 2019 erschien ihr erstes Buch unter dem Titel „Im letzten Atemzug“, ein Sammelband mit meist autobiografisch angehauchten Kurzgeschichten in deutscher und 2020 in russischer Sprache. „Eine Deutsche mit finnischen Wurzeln und russischer Seele“, sagt sie selbst. „In meinem Leben bin ich schon oft von einem Ort zum anderen gezogen. Nicht immer aus freiem Willen. Ich habe viele Länder bereist und viele Menschen kennengelernt. Stets auf der Suche nach Abenteuer, nach Glück, nach Liebe. Auf der Suche nach Sinn, nach Identität und nach meiner wahren Heimat“.
2020 folgte ein Sammelband in russischer Sprache. Im März 2021 erschien ihr erster Roman mit dem Titel „Die Stille bei Neu-Landau“ über das Schicksal der Schwarzmeerdeutschen.  Im Oktober 2021 wurde bei der Landsmannschaft der Deutschen aus Russland in Nordrhein-Westfalen der Sammelband mit den ausgewählten Beiträgen aus ihrer Kolumne „Kathis Senf“ mit der Förderung des Ministeriums für Kultur und Wissenschaft veröffentlicht.
Seit vielen Jahren engagiert sich Katharina Martin-Virolainen in den Bereichen Förderung von Kindern und Jugendlichen mithilfe von Tanz-, Theater- und Kulturprojekten. 2018 gründete sie in Eppingen das Russlanddeutsche Kinder- und Jugendtheater „Meine Leute“ und schreibt für eigene Theaterstücke, die sich mit der Geschichte der Deutschen aus Russland auseinandersetzen.
2017 erhielt Katharina Martin-Virolainen den 3. Platz in der Kategorie „Kurzgeschichten“ an der Bonner Buchmesse Migration für ihre Erzählung „Und wenn die ersten Schneeflocken auf unser Land fallen“ und 2018 – den ersten 3. Platz im Literaturwettbewerb der Stadt Taucha in der Kategorie „Gedichte“ für ihr Gedicht „Wortreise“. Im Jahr 2020 wurde sie mit dem Förderpreis des Russlanddeutschen Kulturpreises des Landes Baden-Württemberg in der Kategorie Literatur für ihr Debüt „Im letzten Atemzug“ ausgezeichnet.
Im Jahr 2021 erhielt Katharina Martin-Virolainen gemeinsam mit ihrer Kinder- und Jugendtheatergruppe und der LMDR-Hessen e.V. den Hessischen Landespreis „Flucht, Vertreibung, Eingliederung“ für die Inszenierung der Stücke „Meine Leute“, das unter ihrer Feder stammt, und „Vom Schicksals gezeichnet und geadelt“ von Wendelin Mangold.
Im November 2021 gewann Katharina Martin-Virolainen mit ihrem Kurzfilm „Hatte meine Oma Träume?“ den 3. Platz beim bundesweiten Wettbewerb „Junge Spätaussiedler/innen und junge Heimatvertriebene und Heimatverbliebene als Brückenbauer in Deutschland und Europa“.
Seit 2022 ist Katharina Martin-Virolainen als Referentin für Jugend, Bildung und Kultur bei der Interessengemeinschaft der Deutschen aus Russland (IDRH) tätig.  Im Oktober 2022 leitete Katharina Martin-Virolainen bei der IDRH das historische Fotoprojekt über die Auswanderung deutscher Kolonisten aus Büdingen nach Russland. Der Fotograf des Projekts und Bruder von Katharina Martin-Virolainen, Daniel Martin, wurde gemeinsam mit den Schauspielerinnen und Schauspieler des Theaters „Meine Leute“ für die entstandenen Fotoarbeiten mit dem 2. Platz beim bundesweiten Fotowettbewerb „Junge Spätaussiedler/innen und junge Heimatvertriebene und Heimatverbliebene als Brückenbauer in Deutschland und Europa“ ausgezeichnet. Sie ist zudem Projektleiterin und Chefredakteurin der IDRH-Beitragsreihe „ZwischenWelten“.

## Werke
- Im letzten Atemzug. ostbooks Verlag, 2019, ISBN 978-3-947270-06-4.
- Хоть веточку яблони, хоть горстку тёплой земли. edition rossija, 2020, ISBN 978-3-948730-03-1.
- Die Stille bei Neu-Landau. ostbooks Verlag, 2021, ISBN 978-3-947270-13-2.